# Операция Chastise
Операция Chastise (англ. chastise «наказание», «порка») — кодовое название авиационного удара по плотинам в Германии 17 мая 1943 года с использованием специально разработанных «прыгающих бомб». Авианалёт был совершён 617-й эскадрильей Королевских ВВС, впоследствии известной как разрушители плотин (англ. Dambusters). В результате налёта плотины на Мёне и Эдере были частично разрушены, что вызвало затопление Рурской долины и деревень в долине Эдера, тогда как плотина в Зорпе получила незначительные повреждения.
В результате затопления Рурской долины погибло от 1200 до 1600 гражданских лиц.

## Предшествующие события
В сентябре 1939 года, после нападения нацистской Германии на Польшу, в Европе началась Вторая мировая война. Известный английский инженер и изобретатель Барнс Уоллес видел возможность скорейшего окончания войны в разрушении промышленного потенциала противника путём стратегических бомбардировок. Особенно важной целью Уоллес считал водохранилища в Рурской области, поставлявшие воду и электроэнергию для тяжелой и металлургической промышленности региона. Свои соображения он изложил в записке для министерства обороны: «A Note on a Method of Attacking the Axis Powers». Для атаки плотин Уоллес предлагал использовать сверхтяжёлые бомбы, способные вызвать эффект локального землетрясения. Однако средств для доставки подобной бомбы в то время не существовало и проект не был принят. Дальнейшие размышления привели Уоллеса к идее применить для атаки плотин принцип «прыгающей бомбы».

## Подготовка

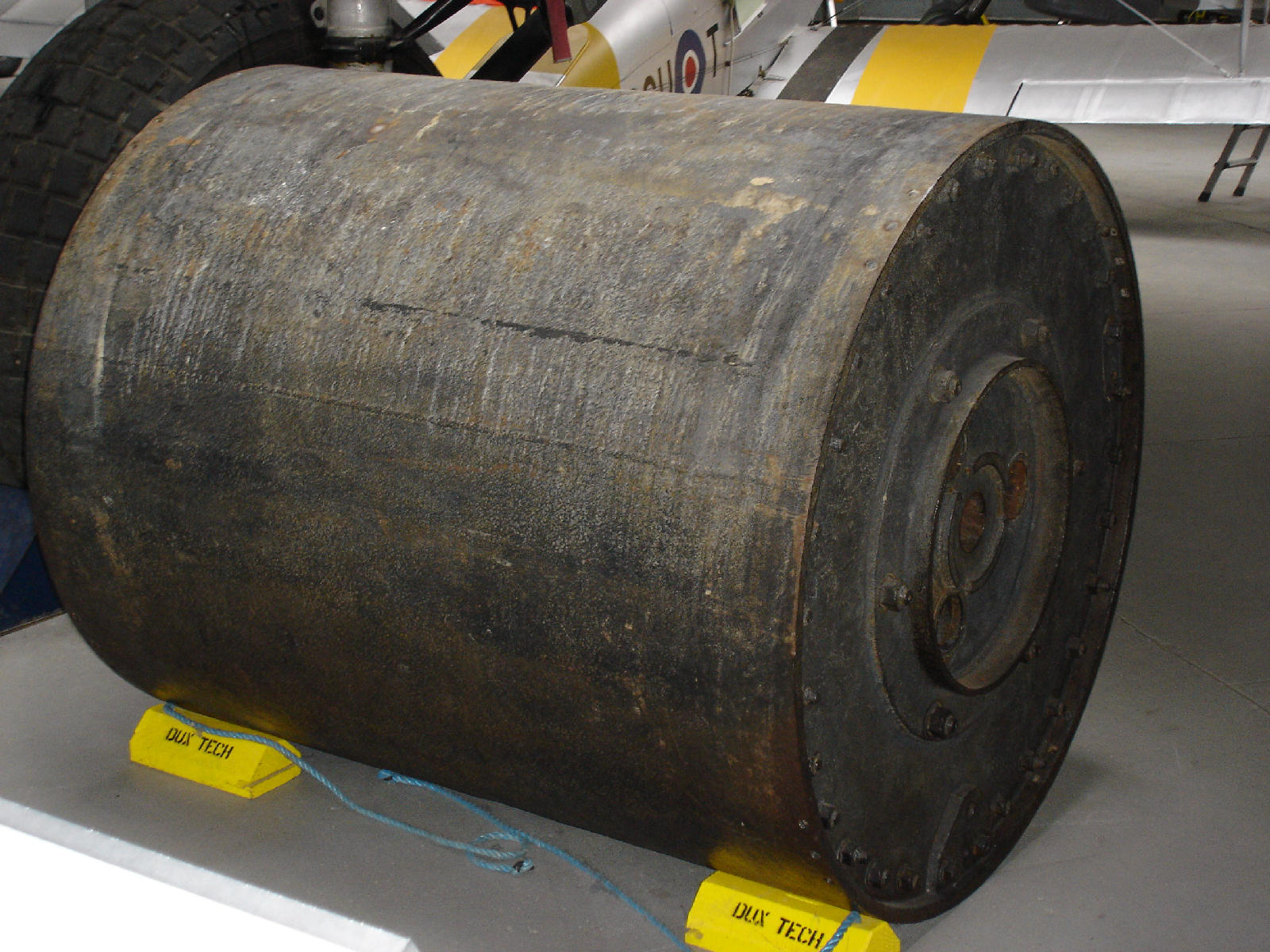
Одна из «прыгающих бомб», применявшихся в рейде

Проведение бомбометания с высоты всего 18 метров на скорости 390 км/ч на строго определённом удалении от цели потребовало специально обученных экипажей. Начались интенсивные тренировки по ночным полётам на малых высотах.
Потребовалось также найти решение для ряда технических проблем — в частности, найти способ определения момента, когда самолёт окажется на оптимальном расстоянии от плотины. Был использован тот факт, что плотина на Мёне и плотина на Эдере имели хорошо заметные башенки по краям. Это позволило сконструировать специальный прицел с двумя штырьками, которые визуально совмещались с башенками на необходимом удалении до плотины.
Также следовало точно выдержать высоту полёта над зеркалом водохранилища. Барометрические высотомеры не обеспечивали необходимой точности. Для решения этой проблемы под фюзеляжем каждого самолёта были смонтированы два прожектора, наклонённые под таким углом, что световые пятна от их лучей сливались в одно, когда самолёт находился точно на требуемой высоте. Экипажи проводили тренировки на водохранилищах Айбрук, Аббертон и Деруэнт. Сама бомба была впервые испытана на каскаде водохранилищ долины Элан. Судя по сохранившимся кинокадрам, как минимум один самолёт был потерян в ходе подготовки и тренировок экипажей.
Испытание бомб было завершено 29 апреля; 13 мая бомбы были доставлены в эскадрилью. 15 мая, в 18:00 в доме капитана Витворта состоялось совещание, на котором Гибсон и Уоллес проинструктировали четырёх офицеров; до остальных экипажей задание было доведено на следующий день.

## Налёт

Используя два прожектора для регулировки высоты, модифицированный «Ланкастер» сбрасывает бомбу, которая успешно преодолевает защитные противоторпедные сети. После удара о стенку плотины, бомба опускалась к её основанию и взрывалась.

Командир эскадрильи, выполнявшей это задание — Гай Гибсон.
Операция была проведена 16 мая 1943 года. Эта дата была выбрана потому, что в это время водохранилища были полностью заполнены после весеннего таяния снегов, а ночью светила полная луна, что должно было облегчить действия атакующих экипажей.
Взлетев из Скэмптона в 21:00, первая волна бомбардировщиков направилась к плотинам Мёне и Зорпе. По пути «Ланкастер» Байерса (позывной «K» (King)) был сбит над берегом в Дании. Самолёт Райса (позывной «H» (Harry)) над Ла-Маншем, зацепив волны, потерял бомбу и развернулся на базу. Самолёт Барлоу (позывной «E» (Easy)) разбился в Голландии, задев линию электропередач, а Бёрпи (позывной «S» (Sugar)) — сбит ПВО над Зёйдерзе.
- Атака на плотину Mёне

Воздушный налёт на плотину возглавил командир эскадрильи Гай Гибсон (позывной «G» (George)). Сброс прошёл успешно, однако плотина устояла. Вслед за ним атаковал Хопгуд (позывной «M» (Mother)), но бомба, перелетев через парапет плотины, упала на здание электростанции и уничтожила его. «Ланкастер» Хопгуда был подбит зенитным огнём, вдобавок от взрыва бомбы он начал разрушаться. Трём членам экипажа удалось покинуть самолёт, но выжили только двое. Гибсон кружил над плотиной, отвлекая огонь на себя от самолёта флайт-лейтенанта Гарольда Мартина. Мартин (позывной «P» (Popsie)) атаковал третьим, его «Ланкастер» был повреждён зенитным огнём, но совершил успешный сброс. Атаку довершил сквадрон-лидер Дэвид Мэлтби (позывной «J» (Johnny)), когда наконец плотина была разрушена. Радист Гибсона тут же отправил сообщение с кодовым словом «Nigger» (означавший «атака прошла успешно!»). Самолёты Дэйва Шэннона и Эвана Модсли повернули на запасную цель — плотину Эдер

## Список самолётов, участвовавших в атаке
| Позывной экипажа  | Командир     | Атакованная цель  | Вернулся на базу? | Примечания |
| Первая волна      | Первая волна | Первая волна      | Первая волна      | Первая волна                                                                                                   |
| ----------------- | ------------ | ----------------- | ----------------- | --- |
| G (George)        | Гибсон       | плотина на Мёне   | Да                | Ведущий. Бомба взорвалась, не долетев до плотины. Самолёт отвлёк огонь ПВО на себя, облегчив задачу остальным. |
| M (Mother)        | Хопгуд       | плотина на Мёне   | Нет               | Сбит огнём ПВО при выходе из атаки. Бомба перескочила через плотину.                                           |
| P (Peter, Popsie) | Мартин       | плотина на Мёне   | Да                | Бомба не попала в цель.                                                                                        |
| A (Apple)         | Янг          | плотина на Мёне   | Нет               | Бомба попала в плотину и создала небольшую пробоину. Самолёт сбит на обратном пути над берегом Дании.          |
| J (Johnny)        | Молтби       | плотина на Мёне   | Да                | Бомба попала в плотину и создала значительную пробоину.                                                        |
| L (Leather)       | Шеннон       | плотина на Эдере  | Да                | Бомба попала в плотину, не причинив повреждений.                                                               |
| Z (Zebra)         | Модсли       | плотина на Эдере  | Нет               | Бомба перелетела через цель и повредила бомбардировщик. Самолёт сбит на обратном пути над Германией.           |
| N (Nancy, Nan)    | Найт         | плотина на Эдере  | Да                | Бомба попала в плотину и создала значительную пробоину.                                                        |
| B (Baker)         | Эстелл       | —                 | Нет               | Самолёт разбился, зацепив линию электропередач на пути к цели.                                                 |
| Вторая волна      |              |                   |                   | |
| T (Tommy)         | МакКарти     | плотина на Зорпе  | Да                | Бомба попала в плотину, не причинив повреждений.                                                               |
| E (Easy)          | Барлоу       | —                 | Нет               | Самолёт разбился, зацепив линию электропередач на пути к цели.                                                 |
| K (King)          | Байерс       | —                 | Нет               | Самолёт сбит на пути к цели над берегом Дании.                                                                 |
| H (Harry)         | Райс         | —                 | Да                | Потерял бомбу, зацепив волны над океаном, и развернулся на базу.                                               |
| W (Willie)        | Мунро        | —                 | Да                | Повреждён огнём ПВО над берегом Дании и развернулся на базу.                                                   |
| Третья волна      |              |                   |                   | |
| Y (York)          | Андерсон     | плотина на Зорпе  | Да                | Не смог обнаружить цель в тумане. Приземлился в Скамптоне с несброшенной бомбой.                               |
| F (Freddy)        | Браун        | плотина на Зорпе  | Да                | Бомба попала в плотину, не причинив повреждений.                                                               |
| O (Orange)        | Таунсенд     | плотина на Эннепе | Да                | Бомба попала в плотину, не причинив повреждений.                                                               |
| S (Sugar)         | Бёрпи        | —                 | Нет               | Сбит огнём ПВО над Нидерландами на пути к цели.                                                                |
| C (Charlie)       | Оттли        | —                 | Нет               | Сбит над Германией на пути к цели.                                                                             |

## Результаты

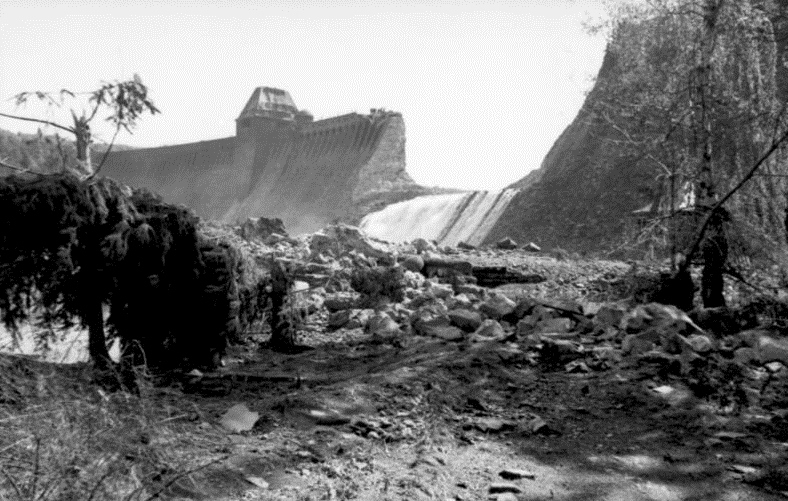
Разрушенная в результате рейда плотина на Мёне.

Вот что пишет о результатах этой атаки Альберт Шпеер, рейхсминистр военной промышленности и вооружений, в своих мемуарах (опубликованы в русском переводе под названием «Третий Рейх изнутри. Воспоминания рейхсминистра военной промышленности. 1930—1945»):

17 мая 1943 года всего 19 британских бомбардировщиков попытались разрушить гидроэлектростанции в Руре и тем самым парализовать всю нашу военную промышленность.
Среди ночи я получил очень тревожное сообщение: разрушена самая большая плотина — плотина на реке Мёне, и водохранилище опустело. О трёх остальных плотинах никаких сведений не было. На рассвете при подлёте к городу Верль мы увидели жуткую картину разрушений. Электростанцию у подножия разбомбленной плотины словно стёрло с лица земли вместе с её огромными турбинами.
Вода, хлынувшая из водохранилища, затопила долину Рура. Электрооборудование насосных станций оказалось под слоем воды и ила; промышленные предприятия остановились, водоснабжение населения оказалось под угрозой. Мой отчёт, вскоре представленный в Ставку, произвел сильное впечатление на фюрера… Если бы британцам удалось уничтожить три других водохранилища, долина Рура оказалась бы полностью лишённой воды на все летние месяцы. Одна бомба всё же попала в центр плотины самого большого водохранилища в долине реки Зорпе. Я обследовал её в тот же день. К счастью, пробоина оказалась чуть выше уровня воды. Попади бомба сантиметров на десять ниже, и маленький ручеёк, превратившись в бурный поток, размыл бы плотину из камней и земли.
В ту ночь силами всего лишь нескольких бомбардировщиков британцы вплотную подошли к выполнению своей задачи и добились гораздо большего успеха, чем когда посылали на бомбёжки тысячи самолётов. Правда, они совершили единственную ошибку, которая и ныне ставит меня в тупик: они рассредоточили свои силы и в ту же ночь уничтожили плотину в долине Эдера, хотя она не имела никакого отношения к водоснабжению Рура.

Уже через несколько дней после этого налёта семь тысяч рабочих, которых я приказал перебросить со строительства Атлантического вала в район Мёне и Эдера, энергично ремонтировали плотины. 23 сентября 1943 года перед самым началом дождей брешь в плотине Мёне была заделана. Таким образом, удалось собрать осадки, выпавшие в конце осени и зимой 1943 года, на нужды следующего лета. Британские ВВС почему-то упустили шанс помешать нам восстанавливать плотину. Всего несколько бомб распахали бы воронками незащищённые строительные площадки, а зажигательные бомбы подожгли бы деревянные строительные леса.— «Служебный дневник», 19 мая 1943 г.
Водохранилище в долине Мёне имело объём 132 500 000 кубометров, водохранилище в долине Зорпе — 70 200 000 кубометров. Когда опустело водохранилище в долине Зорпе, в двух оставшихся водохранилищах Рура осталось всего лишь 33 000 000 кубометров воды, или 16 процентов от необходимого количества. Согласно заявлению, сделанному 27 февраля 1969 г. доктором Вальтером Роландом (инженером, руководившим в последние годы войны водоснабжением Рура), если бы все водохранилища Рура были уничтожены, из-за нехватки воды для охлаждения коксовых печей и домен заводы Рурского региона сократили бы производство на 65 процентов. И действительно, даже временный выход из строя насосных станций привёл к заметному падению производства. Главные потребители удовлетворяли свои нужды лишь на 50-60 процентов.
В книге Чарльза Вебстера и Ноубла Франкленда «Стратегические авианалёты на Германию» написано, что пятому самолёту удалось разрушить плотину в долине Мёне. Последующие атаки были направлены на плотину в долине Эдера, которая использовалась в основном для выравнивания уровня воды в Везере и в Среднегерманском канале в летние месяцы, то есть для обеспечения навигации. Два самолёта сбрасывали бомбы на плотину в долине Зорпе, пока не уничтожили её. Между тем маршал авиации Боттомли ещё 5 апреля 1943 г. предложил атаковать плотины Мёне и Зорпе раньше плотины Эдера. Однако бомбы, сконструированные специально для этой цели, считались неподходящими для земляной плотины водохранилища Зорпе.

## Фильмы по теме
- Разрушители плотин / The Dam Busters

Год: 1955
Страна: Великобритания
Режиссёр: Майкл Андерсон
Жанры Фильма: драма, военный, история
В ролях снимались: Майкл Редгрейв Урсула Джинс Чарльз Карсон Стэнли Ван Бирс Колин Тэпли Фредерик Лейстер Эрик Месситер Лайдман Браун Рэймонд Хантли Хью Мэннинг
- 3-серийный фильм The Dambusters

Режиссёр / Телекомпания: Гэри Джонстон / Discovery World
Год выпуска: 2003